# Pedro Rolo Duarte
Pedro Manuel Madeira Rolo Duarte (Lisboa, 16 de maio de 1964 – Lisboa, 24 de novembro de 2017) foi um jornalista e editor português.

## Biografia
Filho dos jornalistas António Rolo Duarte e Maria João Duarte, e irmão do editor fonográfico António Manuel Rolo Duarte (26 de Abril de 1956 - 21 de Março de 2006) e da designer e escritora Fátima Rolo Duarte (13 de Outubro de 1958), foi casado com Cristina de Penha Coutinho (entre 1994 e 2001), de quem teve um filho, António Maria de Penha Coutinho Rolo Duarte.
Estudou no Liceu Camões, onde foi aluno de Mário Dionísio e Vergílio Ferreira. 
Aos 17 anos, começou a enviar textos para o suplemento juvenil do diário Correio da Manhã, "Correio dos Jovens". Depressa se tornou colaborador regular do suplemento – e logo depois, do jornal de espectáculos Se7e e do vespertino nortenho Notícias da Tarde. No início, assinava apenas Pedro Duarte, tendo a morte do pai marcado a sua opção pelo apelido completo: Rolo Duarte. 
Em 1984, a convite de Rui Pêgo e Henrique Mendes, estreia-se na Rádio Renascença com um programa diário em directo, "Sessão da Meia-Noite". Um ano depois transita para a Rádio Comercial, onde assina "Só Com gelo", coordenando uma equipa que integrava João Gobern e Maria Flor Pedroso. Entretanto, inicia uma colaboração regular com o Diário de Notícias (que terminaria em 2006).
Em 1987, e depois de algumas colaborações pontuais em programas de Jorge Pêgo e José Nuno Martins, estreia-se na RTP, primeiro com o magazine de espectáculos semanal "Programa das Festas", e depois com o talkshow diário "Tempos Modernos", acumulando aqui também a co-autoria e co-apresentando com Ana do Carmo.
Destacou-se nas décadas de 80, 90 e 2000 pelo papel que teve na fundação e direcção de marcantes projectos de imprensa, incluindo O Independente, a revista K, a revista Visão e o suplemento DNA do Diário de Notícias. Em rádio, apresentou programas de sucesso como "A Cidade Branca" e "Só com Gelo", na Rádio Comercial, e "Hotel Babilónia" (com João Gobern), na Antena 1. Manteve também presença frequente na televisão, em programas como "Canal Aberto" (RTP 1), "Falatório" (RTP 2) ou "Central Parque" (RTP 3).
Veio a falecer, vítima de cancro, a 24 de novembro de 2017 no Hospital da Luz, em Lisboa, onde estava internado na unidade de cuidados paliativos. A morte foi atribuída a um cancro do peritoneu de que padecia após ter batalhado com um cancro do pulmão. Foi homenageado com um voto de pesar na Assembleia da República, aprovado por unanimidade. No texto do voto destaca-se a sua "capacidade de inovação editorial e de escrita que fez escola na comunicação social portuguesa". O Presidente da República, Marcelo Rebelo de Sousa, lembrou que "Pedro Rolo Duarte foi, ao longo de décadas, um nome forte, que deixou marcas". O Ministro da Cultura, Luís Filipe de Castro Mendes, lamentou a morte de "um dos mais destacados jornalistas da sua geração."

## Trajectória profissional

### Em meios escritos
Lançado nos três meios de comunicação social, o percurso foi então vasto e multifacetado. Em imprensa, foi colaborador e/ou colunista do jornal Diário Económico (2003-2004), revista Egoísta (2003), revista S.O.S Saúde (2001), revista Visão (1992-1999), revista Pousadas (1994), revista Elle (1993-1994), Revista Mais, revista Lux Woman (2006-2016), e plataforma SAPO 24 (2015-2017). Foi redactor de O Independente (1988-1989), Editor-adjunto de O Independente (1989), Director-adjunto do jornal Se7e (1989-1990), fundador e editor-geral da revista Capa (1991-1992), fundador e editor-geral da revista Visão (1992-1995), fundador, criador e director do suplemento DNA (Diário de Notícias, 1996-2006), e subdirector do jornal Diário de Notícias (2004-2005). Fundou e editou a primeira revista de fim-de-semana do jornal "i", o projecto "Nós", nos anos de 2009 e 2010. 

### Em meios de radiodifusão
Em rádio, foi autor do talkshow semanal da Antena 1 "Hotel Babilónia" (2009-2017), com João Gobern, e do programa "Mais Novos Que Nunca" (Antena 1 e Antena 3), depois de ter assinado durante 3 anos os programas "Pedro Rolo Duarte" e "Janela Indiscreta", todos na Antena 1. Antes disso foi autor e/ou realizador do programa "Mundo de Aventuras" (Rádio Comercial, FM, 1993-1996) co-apresentador do programa "Desmancha-Prazeres" (com Rui Pêgo, Vasco Pulido Valente e Nuno Rogeiro, Rádio Comercial, FM, 1993-1995, Sete de Ouro de melhor programa do ano, 1994), autor e apresentador dos programas "Pedro Rolo Duarte" e "À Conversa" (Correio da Manhã Rádio, 1991-1992, Sete de Ouro de realização radiofónica 1992), "Jornal de Actualidades" (Rádio Comercial, FM, 1991), "A Cidade Branca" (Rádio Comercial, FM, 1989-1990), "Toque Suave" (Rádio Comercial, FM, 1986-1987), "Sete por Sete" (Rádio Comercial, FM, 1986), "Só com Gelo" (Rádio Comercial, FM, 1985-1986), "Sessão da Meia-noite" (Rádio Renascença, OM, 1984).

### Em meios televisivos[8]
Em televisão, apresentou o programa Central Parque (RTP1, 2015-2016), com Joana Stichini Vilela. Apresentou entre 2013 e o começo de 2015 o debate semanal "Treinadores de Bancada" no canal A Bola TV, e o talk-show da RTP2 "Tanto para Conversar". Apresentou até 2011 o programa semanal de debate "Fala Com Elas", na RTP-N. Colaborou nos programas "Sinais" (RTP1, 1984) e "VivaMúsica!" (RTP1, 1985-1987). Autor e apresentador do programa "Tempos Modernos" (RTP1, 1988-1989), apresentador e autor do texto do "Programa das Festas" (RTP1, 1987-1988, nomeado para melhor programa de TV Sete de Ouro 87).
Colaborou nos programas "Carlos Cruz 4ª Feira" (RTP2, 1991-1993) e "Noite de Reis" (RTP1, 1995). Apresentador do programa "Em Legítima Defesa" (TVI, 1998-1999), autor e apresentador do programa "Noites Brancas" (RTP2, 1997-1998), Autor e apresentador do programa "Falatório" (RTP2, 1996-1997, nomeado para melhor programa de televisão nos Globos de Ouro 97), autor e apresentador do programa "Canal Aberto" (RTP1, 1996, nomeado melhor programa de televisão e melhor apresentador Globos de Ouro 96). Foi ainda Autor/apresentador do programa "Encontro Marcado" (SIC Mulher, 2004-2006).

### Outras atividades
No âmbito da sua atividade enquanto jornalista foi ainda professor universitário convidado da Universidade Autónoma de Lisboa (2003-2005) e formador no instituto Restart (2013-2015). No âmbito dos seus conhecimentos de comunicação, apoiava alguns projectos desenvolvidos pela empresa Shift Thinkers, nomeadamente o evento VoxMar (2013).
Teve quatro livros publicados: "Fumo", edição Oficina do Livro, 2007, «Sozinho em Casa», edição Oficina do Livro, 2002 (3 edições), «Noites em Branco», edição Oficina do Livro, 1999 (4 edições) e «SOS – SMS», edição Oficina do Livro, 2003, (este último em co-autoria com Ana Mesquita).
Do seu percurso fez ainda parte a direcção geral da empresa Pretexto – Imprensa Rádio e TV Produções (1987/1999), trabalhos de direcção e marketing em actividades culturais (1986-1989), criação a direcção do Jornal da Comercial (1994-1996), newsletter semanal da Rádio Comercial, direcção criativa e produção das campanhas de publicidade e marketing da revista Visão (1995-1997), concepção e direcção do Boletim Municipal e Agenda Cultural da Câmara Municipal de Sintra (1995), e a assessoria à Presidente da Câmara Municipal de Sintra (1995).[carece de fontes?]
Foi autor da letra do tema "Renascer", de Luís Represas. 
Editava um blogue: http://pedroroloduarte.blogs.sapo.pt.

### Livro póstumo
Em maio de 2018, a editora Manuscrito anunciou a publicação de "Não Respire", livro de memórias e reflexão que Pedro Rolo Duarte teria concluído dias antes da sua morte.

## Ligações Externas
- Arquivos RTP | Tributo a Pedro Rolo Duarte (2018)
- Arquivos RTP | Pedro Rolo Duarte entrevistado por Catarina Miranda, no programa Há Conversa (2009)